# Microlyces bassa
Microlyces bassa là một loài bướm đêm trong họ Geometridae.